# لاسكار (بركان)
لاسكار هو بركان طبقي في تشيلي ضمن المنطقة البركانية الوسطى من الأنديز، وهو قوس بركاني يمتد عبر بيرو وبوليفيا والأرجنتين وتشيلي. وهو أكثر البراكين نشاطاً في المنطقة، مع سجلات ثورانات تعود إلى عام 1848. يتكون من مخروطين منفصلين مع عدة فوهات قمية. الفوهة الغربية من المخروط الشرقي نشطة حالياً. يتميز النشاط البركاني بالإطلاق المستمر للـغاز بركاني وثورانات فولكانية عرضية.
كان لاسكار نشطاً منذ 56,000 سنة على الأقل، رغم أن البعض يحتج لبداية النشاط منذ 220,000 سنة. حدث النشاط المعروف الأول في المخروط الشرقي وتميز بتدفقات الحمم، قبل الانتقال إلى المخروط الغربي حيث وُضعت قباب الحمم. تبع حدث ثوران يُعرف باسم بيدراس غراندس ثوران سونكور الكبير. بُني صرح غربي جديد فوق فتحة سونكور، وخلال الهولوسين انتقل النشاط مرة أخرى إلى الصرح الشرقي ويستمر هناك حتى اليوم. تأتي الصهارة المزودة للبركان في النهاية من الانغراز لـصفيحة نازكا تحت صفيحة أمريكا الجنوبية. توجد عدة براكين أخرى في المنطقة، مثل أغواس كالينتيس وكوردون دي بونتاس نيغراس ولا باكانا العملاقة كالديرا.
شهد البركان ثلاثة ثورانات رئيسية على الأقل عبر تاريخه: أحدها ثوران سونكور منذ حوالي 26,450 ± 500 سنة، وآخر في 7,250 ق.م والثالث في 1993. أطلق الأول من هذه الثورانات 10–15 كيلومتر مكعب (2.4–3.6 ميل3) من المواد ويُعرف باسم ثوران سونكور. حدث أكبر ثوران لـلاسكار معروف للتاريخ المسجل في أبريل 1993 وسبب سقوط الرماد حتى بوينس آيرس. لأن لاسكار يقع في منطقة نائية، يُراقب أساساً بـالاستشعار عن بُعد. الثورانات المتفجرة هي أكبر خطر في لاسكار.

## أصل الكلمة
ينشأ الاسم من كلمة الأتاكامينيو لاسكار أو لاسي (العربية: لسان), ويُعتقد أنها تشير إلى شكل البركان. أسماء أخرى للبركان هي هلاسكار، هلاسكار، إيلاسكار، كار لاس، لاسكار، توكونادو وتوكوناو.

## الاستخدام البشري
تقع بلدة تالابري الجديدة على بُعد 17 كيلومتر (11 ميل) غرب لاسكار. اعتبارًا من 2012، كان عدد سكانها 50 نسمة. تقع توكوناو وسان بيدرو دي أتاكاما على بُعد 34 كيلومتر (21 ميل) و68 كيلومتر (42 ميل) من البركان، على التوالي. اعتبارًا من 2017، كانت تربية الماشية والزراعة هي النشاطات الاقتصادية الرئيسية في تالابري. يمر طريق تشيلي 23 على بُعد حوالي 10 كيلومتر (6.2 ميل) غرب لاسكار.
لاسكار، مثل إل تاتيو، وجهة لـسياحة البراكين. على عكس البراكين المجاورة أكاماراتشي وليكانكابور وكيمال، لا يوجد دليل على مواقع أثرية على لاسكار، ربما بسبب النشاط البركاني. ومع ذلك، يعتبر سكان بلدة كامار لاسكار روح جبل حامية وفي سوسكيس (الأرجنتين) يُعتقد أن الثلج سيسقط إذا كان لاسكار يبخر بقوة. يقدم سكان تالابري هدايا للبركان، وينظرون إليه كمصدر مياههم.